# Begraafplaats Hoek van Holland
De Begraafplaats Hoek van Holland is een gemeentelijke begraafplaats aan de Kerkhofweg 6 in de Nederlandse plaats Hoek van Holland.
De begraafplaats ligt aan de rand van een bos- en duingebied.
Er bevindt zich een erehof voor gesneuvelde geallieerde militairen.
Er is een rouwcentrum en een urnentuin met columbarium.

## Nederlandse oorlogsgraven
Op het erehof bevinden zich vijf Nederlandse oorlogsgraven.

## Oorlogsgraven van het Gemenebest
Op het erehof liggen 69 doden uit de Tweede Wereldoorlog begraven, afkomstig uit landen van het Gemenebest.
Van negen van hen is de identiteit onbekend.
Verder liggen er vijf Polen.
Een aantal van de hier begraven militairen is geruime tijd na de oorlog overleden.
De lokale overheid heeft hier bij het begin van de oorlog ruimte gereserveerd voor gesneuvelden.
Al in mei 1940 werden de eerste militairen uit het Gemenebest hier begraven.
Zij maakten o.a. deel uit van de Irish Guards, Welsh Guards en Royal Marines die ter bescherming van de Nederlandse regering naar Hoek van Holland waren gegaan.
Ze zijn omgekomen in de zware luchtaanvallen op 13 mei.
Later kwamen hier nog gesneuvelden bij die aanspoelden op de kust of vliegeniers die waren neergestort in de omgeving.
Daaronder waren ook Fransen, Amerikanen en Canadezen; die zijn na de oorlog overgebracht naar elders.
Op de begraafplaats staat een herdenkingskruis (Cross of Sacrifice) naar ontwerp van Sir Reginald Blomfield.
Het is uitgevoerd in natuursteen, en er is een bronzen zwaard op aangebracht.